# Butler County (Nebraska)
Das Butler County ist ein County im US-Bundesstaat Nebraska. Der Verwaltungssitz (County Seat) ist David City, das nach William Davids of Marion benannt wurde, einem Großgrundbesitzer aus Ohio.

## Geographie
Das County liegt im mittleren Osten von Nebraska, ist im Osten etwa 80 km von Iowa entfernt und hat eine Fläche von 1514 Quadratkilometern, wovon 2 Quadratkilometer Wasserfläche sind. Es grenzt an folgende Countys:
| Platte County | Colfax County |                 |
| Polk County   |               | Saunders County |
|               | Seward County |                 |

## Geschichte
Das Butler County wurde 1857 auf einem Teil des Gebiets des heute nicht mehr existierenden Greene County gebildet. Benannt wurde es offenbar nach William Orlando Butler, der 1855 als Gouverneur des Nebraska-Territoriums nominiert war, das Amt jedoch ablehnte.
Spekuliert wird aber auch über eine Benennung nach David Butler, dem ersten Gouverneur des Staates Nebraska; allerdings zog dieser erst zwei Jahre nach Gründung des Countys nach Nebraska.
13 Bauwerke und Stätten des Countys sind im National Register of Historic Places eingetragen (Stand 9. Februar 2018).

## Demografische Daten

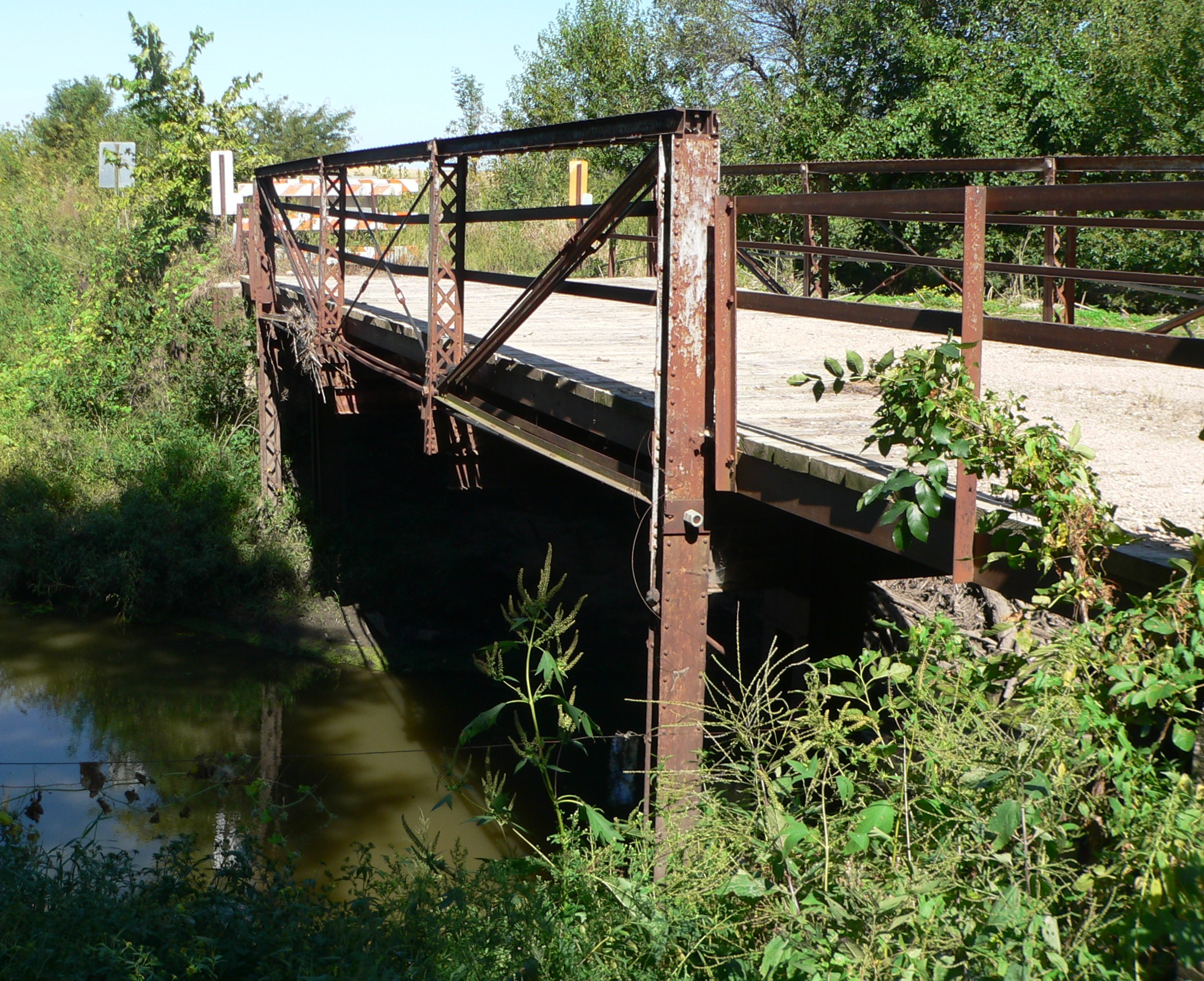
Big Blue River Bridge, gelistet im NRHP

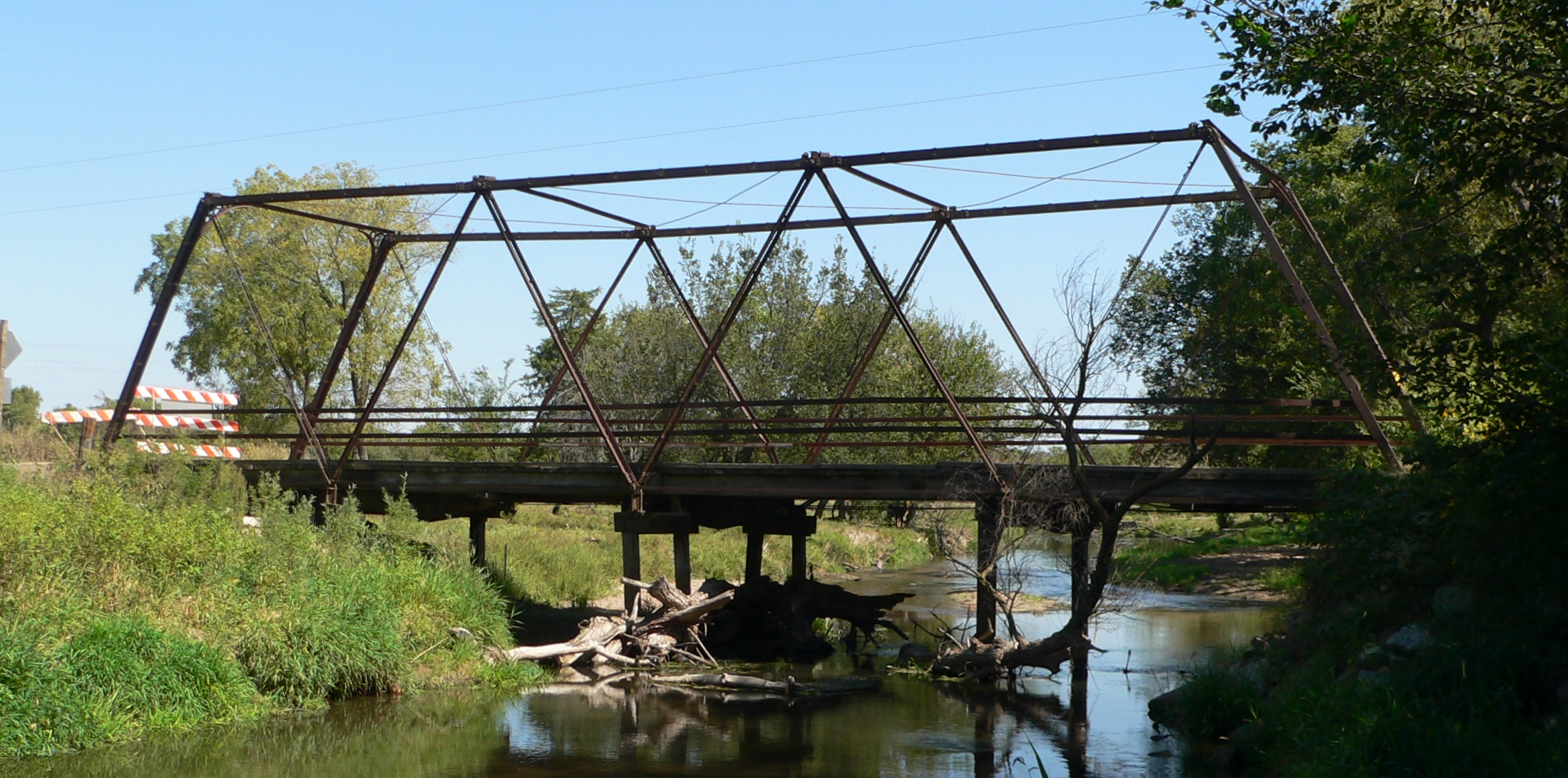
Clear Creek Bridge, gelistet im NRHP

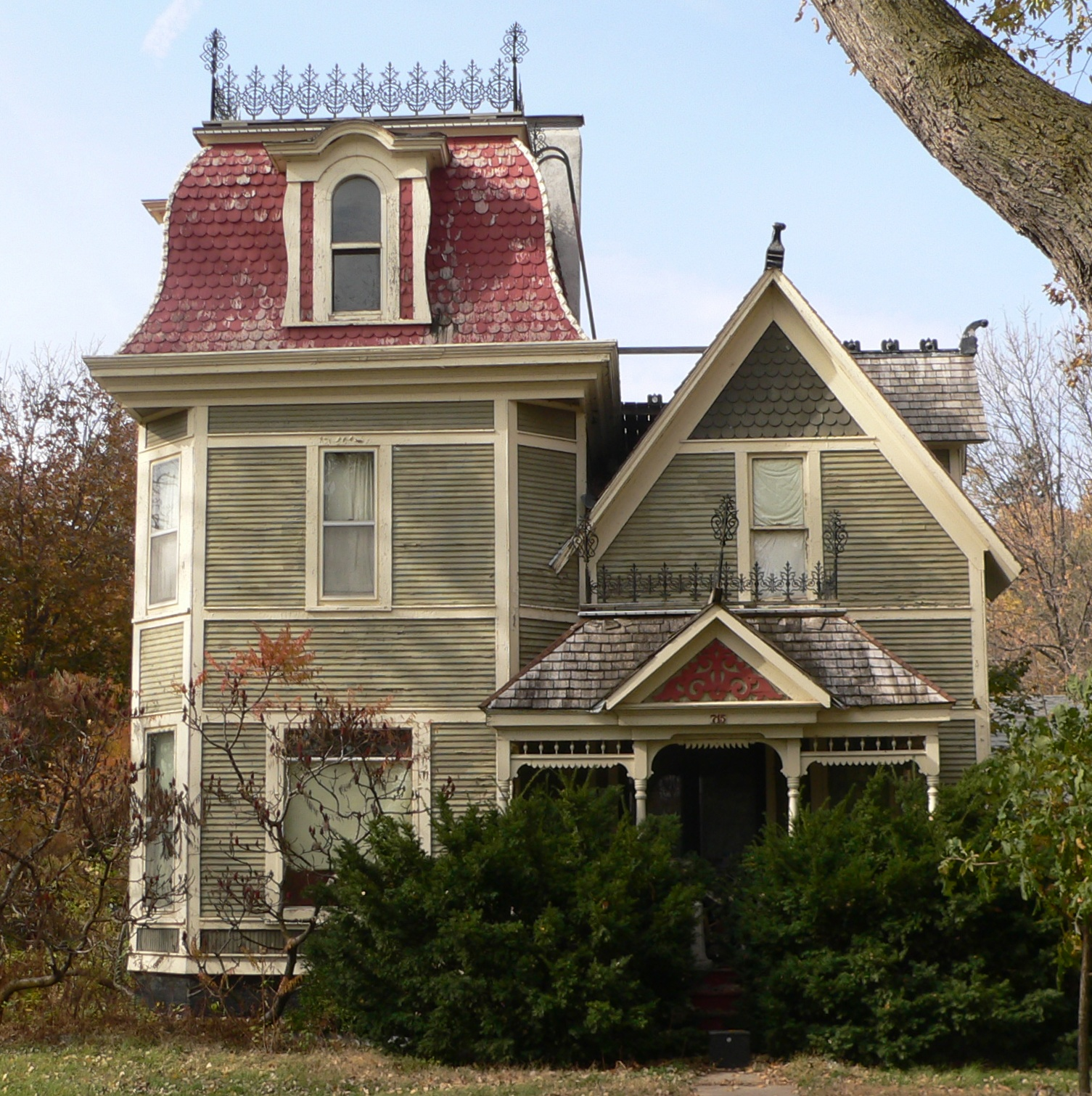
Chauncey S. Taylor House, gelistet im NRHP

Nach der Volkszählung im Jahr 2000 lebten im Butler County 8767 Menschen. Davon wohnten 102 Personen in Sammelunterkünften, die anderen Einwohner lebten in 3426 Haushalten und 2350 Familien. Die Bevölkerungsdichte betrug 6 Einwohner pro Quadratkilometer. Ethnisch betrachtet setzte sich die Bevölkerung zusammen aus 98,38 Prozent Weißen, 0,10 Prozent Afroamerikanern, 0,13 Prozent amerikanischen Ureinwohnern, 0,13 Prozent Asiaten, 0,06 Prozent Bewohnern aus dem pazifischen Inselraum und 0,81 Prozent aus anderen ethnischen Gruppen; 0,40 Prozent stammten von zwei oder mehr Ethnien ab. 1,65 Prozent der Bevölkerung waren spanischer oder lateinamerikanischer Abstammung2010
Von den 3426 Haushalten hatten 33,0 Prozent Kinder und Jugendliche unter 18 Jahre, die bei ihnen lebten. 59,9 Prozent waren verheiratete, zusammenlebende Paare, 5,7 Prozent waren allein erziehende Mütter, 31,4 Prozent waren keine Familien, 28,3 Prozent waren Singlehaushalte und in 14,4 Prozent lebten Menschen im Alter von 65 Jahren oder darüber. Die Durchschnittshaushaltsgröße lag bei 2,53 und die durchschnittliche Familiengröße bei 3,13 Personen.
Auf das gesamte County bezogen setzte sich die Bevölkerung zusammen aus 27,9 Prozent Einwohnern unter 18 Jahren, 6,6 Prozent zwischen 18 und 24 Jahren, 25,3 Prozent zwischen 25 und 44 Jahren, 22,5 Prozent zwischen 45 und 64 Jahren und 17,7 Prozent waren 65 Jahre alt oder darüber. Das Durchschnittsalter betrug 39 Jahre. Auf 100 weibliche kamen statistisch 104,1 männliche Personen. Auf 100 Frauen im Alter von 18 Jahren oder darüber kamen statistisch 101,2 Männer.

Das jährliche Durchschnittseinkommen eines Haushalts betrug 36.331 USD, das Durchschnittseinkommen der Familien betrug 44.441 USD. Männer hatten ein Durchschnittseinkommen von 28.856 USD, Frauen 20.979 USD. Das Prokopfeinkommen betrug 16.394 USD. 4,8 Prozent der Familien und 8,2 Prozent der Bevölkerung lebten unterhalb der Armutsgrenze. Davon waren 9,80 % Kinder oder Jugendliche unter 18 Jahre und 9,40 % waren Personen über 65 Jahre.

## Städte und Gemeinden
City
- David City

Villages
| - Abie - Bellwood - Brainard - Bruno | - Dwight - Garrison - Linwood - Octavia | - Rising City - Surprise - Ulysses |

Unincorporated Community
- Loma

Townships
- Alexis Township
- Bone Creek Township
- Center Township
- Franklin Township
- Linwood Township
- Oak Creek Township
- Olive Township
- Platte Township
- Plum Creek Township
- Read Township
- Reading Township
- Richardson Township
- Savannah Township
- Skull Creek Township
- Summit Township
- Ulysses Township
- Union Township